# Matucana tuberculata
Matucana tuberculata là một loài thực vật có hoa trong họ Cactaceae. Loài này được (Donald) Bregman, et al. mô tả khoa học đầu tiên năm 1987.

## Hình ảnh

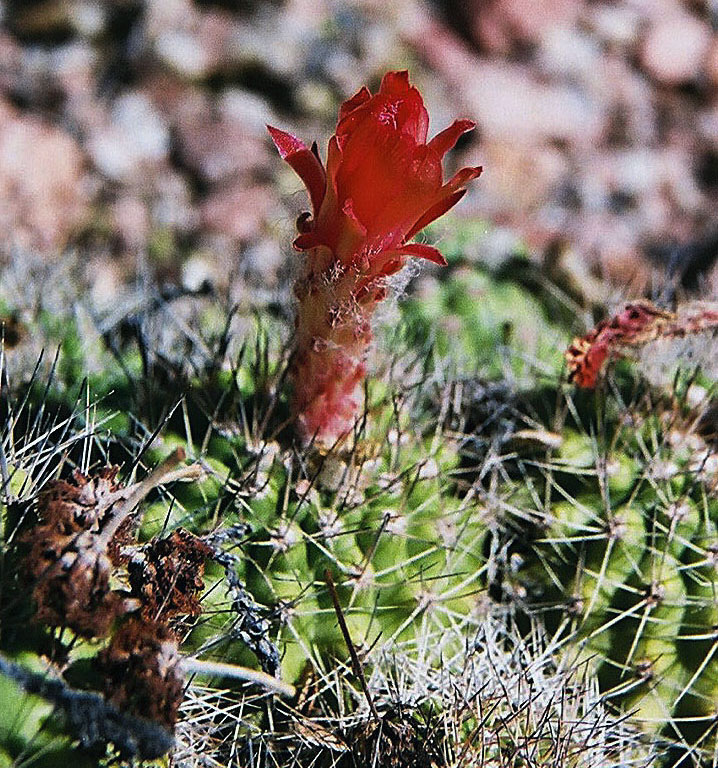